# Zelbio
Zelbio (Gelbi in dialetto comasco, AFI: /ˈdʒɛlbi/) è un comune italiano di 186 abitanti della provincia di Como in Lombardia.

## Storia
Il paese è molto antico: i primi insediamenti risalgono all'età dei Celti e dei Liguri, per poi divenire una stazione romana del II secolo d.C. (ciò è testimoniato da ritrovamenti di reperti archeologici conservati nel Museo Civico di Como). 
Al periodo celtico risalirebbe l'origine del toponimo, che deriverebbe da Zerbium, ossia luogo erboso. Al 1275 risale invece la più antica attestazione dell'attuale denominazione Zelbio.
Con il passare degli anni il paese si espande, fino a diventare un borgo: negli Statuti di Como (Volumen Magna), infatti, si parla di un "Burgi Zelbi", così come di un "comune de Zelbio Montis Nesii" che pur trovandosi sulla sponda opposta rispetto alla via Regina risulta comunque dover contribuire alla manutenzione del tratto "a predicto termine qui est iuxta dictam arborem in sursum usque ad prederam versus Argegnium".
Nel Medioevo, Zelbio diviene parte del feudo di Nesso e nel 1497 viene donato da Ludovico il Moro alla sua amante, Lucrezia Crivelli. Nello stesso periodo, il borgo entra a far parte della Pieve di Nesso, comprendente i comuni di Molina, Lemna, Palanzo, Pognana, Careno, Laglio, Brienno, Carate e la vicina Veleso.
Nel XVII secolo, Zelbio acquisisce una maggiore autonomia nella Pieve da un punto di vista ecclesiastico diventando sede parrocchiale (1617) ma ne segue il destino dal punto di vista amministrativo, con il feudo di Nesso che viene concesso ai Casnedi (feudatari dal 1647 al 1787); con la peste del 1630, la popolazione viene quasi completamente decimata, ad eccezione delle famiglie Bellieni, Stoppani e Tacchi. Con la morte dell'ultimo erede maschio della famiglia Casnedi, Zelbio e il resto del feudo di Nesso tornarono alla Regia Camera del Ducato di Milano.
Con un decreto napoleonico del 1807 Zelbio viene inglobato nel comune di Nesso ed Uniti ma l'unione viene abrogata con la Restaurazione.
L'indipendenza amministrativa verrà mantenuta fino al 1928, anno della fusione di Zelbio e Veleso in un unico comune, Zelbio-Veleso.
Con l'avvento della repubblica, nel 1948 i due paesi vengono scissi nuovamente; tra il 1950 e il 1970 continua la "diaspora" di membri delle famiglie storiche del paese.
Nel 1952 giunge nel paese un ufficiale americano, il colonnello James Hugh Angleton che, su invito del parroco locale don Mosè Pertusini, fece costruire nel paese una casa di riposo per i lavoratori della Società Italiana Registratori di Cassa National, che divenne in seguito l'attuale albergo "National on the Hill". Nel 1972, in località Pian del Tivano, aprirono gli stabilimenti della Also Enervit, fondata da Paolo Sorbini e tuttora esistente. Queste due attività esistono ancora oggi e permettono al paese di sopravvivere, grazie anche a manifestazioni locali quali la sagra dei sapori e del pizzocchero e degli incontri d'autore organizzati ogni estate (Zelbio Cult).

### Simboli
Lo stemma e il gonfalone sono stati concessi con decreto del presidente della Repubblica del 31 gennaio 1992.
Il gonfalone è un drappo partito di giallo e di azzurro.
La concezione dello stemma risale al 1940, periodo in cui il paese era ancora unito a Veleso: i bisanti richiamano le origini romaniche di Zelbio, testimoniate dal ritrovamento attorno al paese di antiche monete; Veleso era rappresentata invece dalla mucca bruna, simbolo dei numerosi allevamenti presenti sul suo territorio, e dalle fasce d'azzurro, per i due torrenti che scendono dalle pendici del monte di San Primo.

## Monumenti e luoghi d'interesse

### Architetture religiose

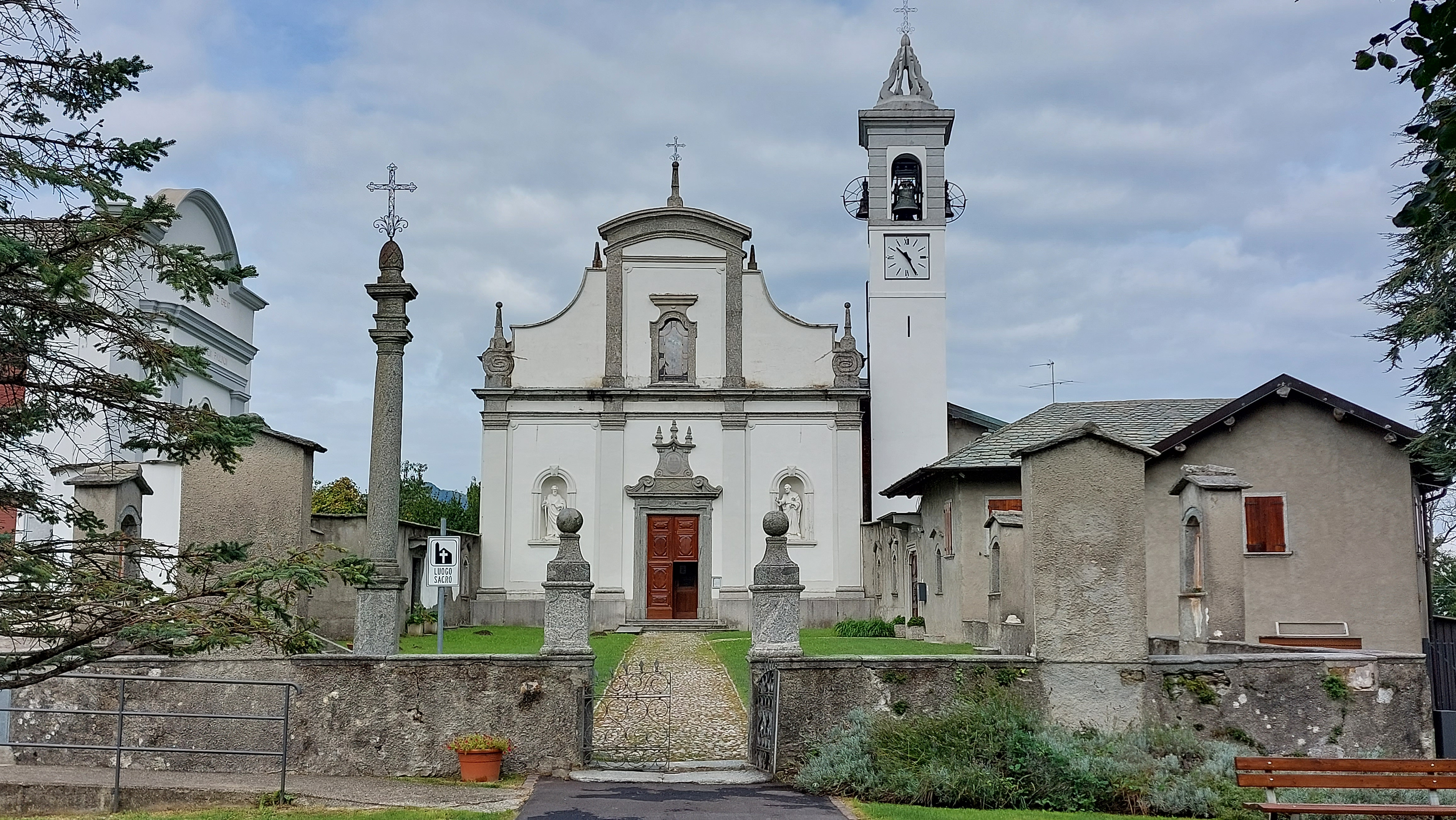
Chiesa della Conversione di S. Paolo

#### Chiesa della Conversione di San Paolo
Attestata come sede di una parrocchia dal 1617, la chiesa della Conversione di San Paolo fu costruita a partire dal 1593 in luogo di una chiesa precedente. Ulteriori ristrutturazioni seguirono nel 1721 e lungo i due secoli successivi.
Collocata in fondo a un vasto sagrato che ospita una serie di cappelle della Via Crucis, la chiesa si presenta con una facciata divisa in due registri. Due nicchie ai lati del portale includono le statue dei santi Pietro e Paolo.
Internamente, la singola navata si presenta con una serie di affreschi realizzati nel 1949 da Carlo Morgari.
In fondo alla navata, il presbiterio ospita il dipinto di una Conversione di san Paolo, pala di Carlo Innocenzo Carloni collocata sull'altare al posto di una Pietà oggi conservata nella chiesa dell'Addolorata.
Su ogni lato della navata si aprono due cappelle, con quelle di destra che comprendono, rispettivamente, una pala settecentesca raffigurante i Santi Giuseppe e Bernardo e un tabernacolo in legno intagliato, dipinto e dorato, che almeno fino al 1715 si trovava sull’altare maggiore. Sul lato opposto, la prima cappella ospita una raffigurazione di San Stanislao assiste alla presentazione della Vergine da parte di Gioacchino ed Anna a Dio Padre, tela di scuola lombarda e databile al XVII secolo. Un San Girolamo scrivente forse attribuibile alla scuola caravaggesca è invece conservato nella sacrestia.

#### Chiesa dell'Addolorata

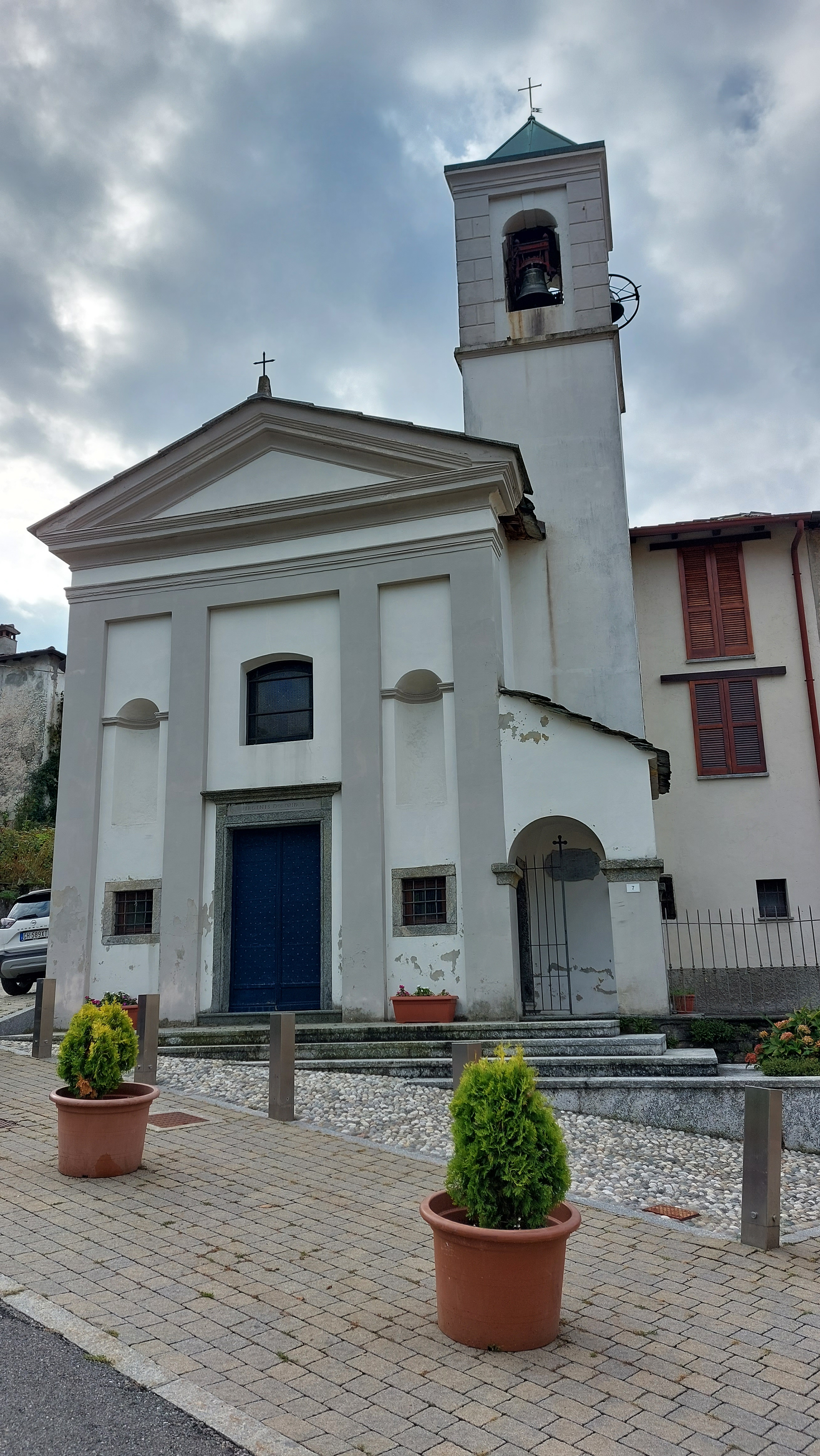
Chiesa dell'Addolorata

La chiesa dell'Addolorata, dedicata ai Santi Primo e Feliciano, è di origine medievale ma rimaneggiata nel corso dei secoli, in particolare nel XVIII secolo. Nel Seicento la chiesa era un oratorio facente parte di un complesso ospedaliero.
Esternamente, la chiesa si presenta con una facciata con quattro lesene e sovrastata da un timpano. Ai lati del portale si aprono due finestre, mentre al di sopra dello stesso se ne trova una terza, affiancata da due nicchie vuote. Sul lato destro si sviluppa un porticato che si estende fino al campanile.
Internamente, le pareti dell'unica navata sono ricoperte da pannelli in legno e terminano in un presbiterio con volta a botte, il quale ospita un altare in marmo del tardo Seicento. Una Pietà raffigurata in un'ancona dell'altare risale alla seconda metà del Quattrocento. Con alta probabilità, l'opera costituiva l'elemento centrale di un trittico che, comprensivo di due dipinti sui santi Primi e Feliciamo, era anticamente conservato nella chiesa della Conversione di San Paolo. L'oratorio conserva inoltre un San Gerolamo dipinto nel XVI secolo.

#### Chiesa dell'Immacolata

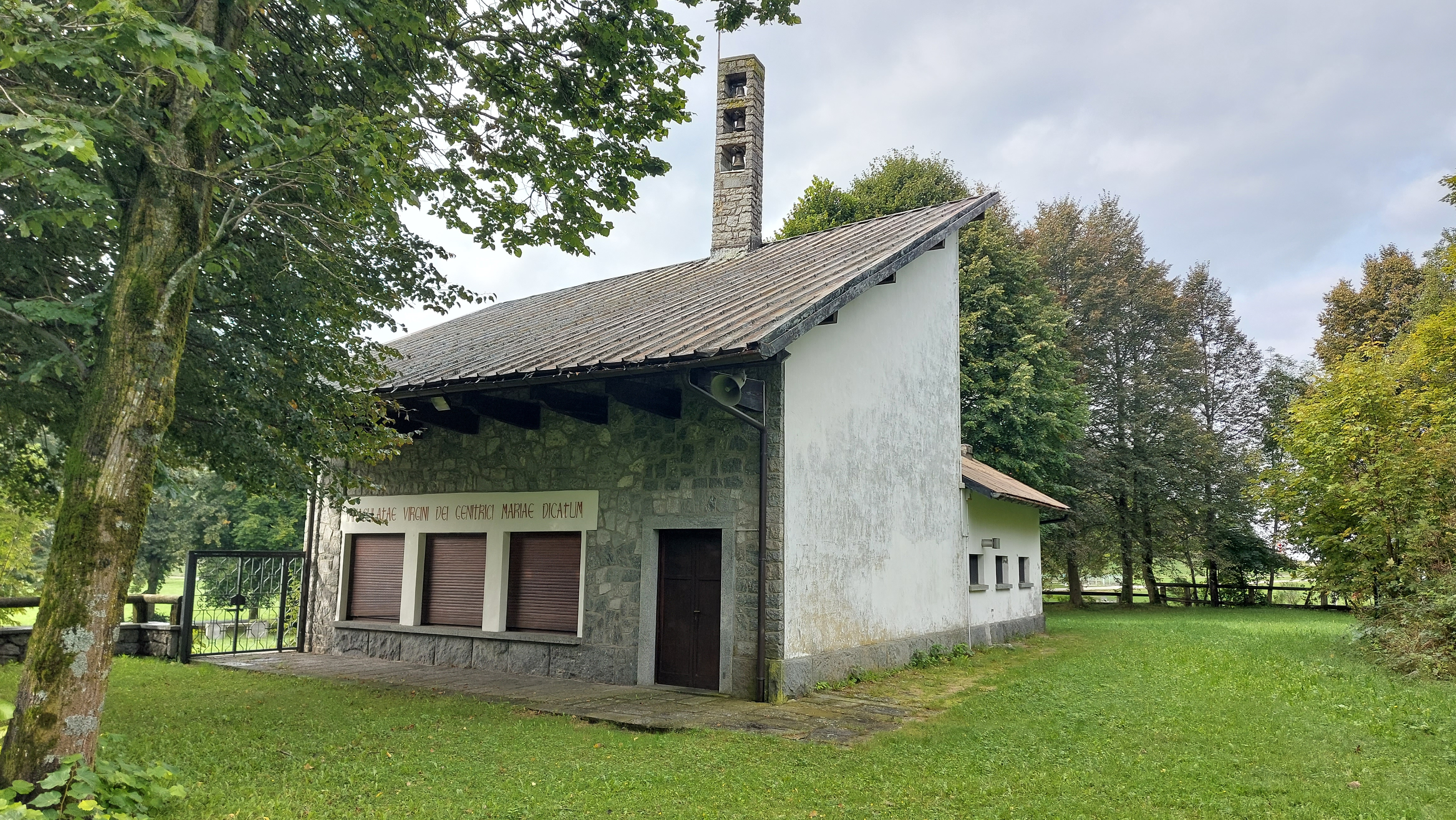
Chiesa dell'Immacolata

Al Pian del Tivano si trova la chiesa dell'Immacolata (1952-1954), inaugurata da Felice Bonomini dopo che era stata eretta in occasione del centenario del dogma mariano. Al suo interno conserva un affresco di Carlo Morgari.

### Altro
- Grotta Tacchi e Grotta Zelbio[19]

## Società

### Evoluzione demografica

#### Demografia pre-unitaria
- 1751: 412 abitanti[6]
- 1771: 435 abitanti[8]
- 1799: 424 abitanti[9]
- 1805: 444 abitanti[9]
- 1809: 354 abitanti (prima dell'aggregazione a Nesso)[9]
- 1853: 424 abitanti[10]

#### Demografia post-unitaria
Abitanti censiti

## Economia
A Zelbio si trova il primo e storico impianto di produzione della Enervit, multinazionale nel campo degli integratori alimentari per lo sport e della nutrizione funzionale.

### Annotazioni
1. ↑  Per il dialetto comasco, si utilizza l'ortografia ticinese, introdotta a partire dal 1969 dall'associazione culturale Famiglia Comasca nei vocabolari, nei documenti e nella produzione letteraria.

### Fonti
1. 1 2   Bilancio demografico mensile anno 2024 (dati provvisori), su demo.istat.it, ISTAT.
2. ↑   Classificazione sismica (XLS), su rischi.protezionecivile.gov.it.
3. ↑   Tabella dei gradi/giorno dei Comuni italiani raggruppati per Regione e Provincia (PDF), in Legge 26 agosto 1993, n. 412, allegato A, Agenzia nazionale per le nuove tecnologie, l'energia e lo sviluppo economico sostenibile, 1º marzo 2011,  p. 151. URL consultato il 25 aprile 2012 (archiviato dall'url originale il 1º gennaio 2017).
4. ↑   AA. VV., Dizionario di toponomastica. Storia e significato dei nomi geografici italiani., Milano, Garzanti, 1996,  p. 718, ISBN 88-11-30500-4.
5. 1 2 3   Il borgo di Zelbio, un tesoro nascosto sopra il lago di Como, su QuiComo. URL consultato l'8 ottobre 2024.
6. 1 2 3   Comune di Zelbio, sec. XIV - 1757 – Istituzioni storiche – Lombardia Beni Culturali, su lombardiabeniculturali.it. URL consultato il 9 maggio 2020.
7. 1 2   Parrocchia della Conversione di San Paolo, 1617 - [1989] – Istituzioni storiche – Lombardia Beni Culturali, su lombardiabeniculturali.it. URL consultato il 9 maggio 2020.
8. 1 2   Comune di Zelbio, 1757 - 1797 – Istituzioni storiche – Lombardia Beni Culturali, su lombardiabeniculturali.it. URL consultato il 9 maggio 2020.
9. 1 2 3 4   Comune di Zelbio, 1798 - 1809 – Istituzioni storiche – Lombardia Beni Culturali, su lombardiabeniculturali.it. URL consultato il 9 maggio 2020.
10. 1 2   Comune di Zelbio, 1816 - 1859 – Istituzioni storiche – Lombardia Beni Culturali, su lombardiabeniculturali.it. URL consultato il 9 maggio 2020.
11. ↑   Comune di Zelbio, 1859 - 1928 – Istituzioni storiche – Lombardia Beni Culturali, su lombardiabeniculturali.it. URL consultato il 9 maggio 2020.
12. ↑   Comune di Zelbio Veleso, 1928 - 1948 – Istituzioni storiche – Lombardia Beni Culturali, su lombardiabeniculturali.it. URL consultato il 9 maggio 2020.
13. ↑  Como e Dintorni, n. 37, rivista.
14. ↑  vedi collegamenti esterni.
15. ↑   Zelbio Veleso ora Zelbio, decreto 1992-01-31 DPR, concessione di stemma e gonfalone, su Archivio Centrale dello Stato. URL consultato il 15 agosto 2022.
16. ↑  TCI, p. 308.
17. 1 2 3 4 5 6 7 8 9   Comune di Zelbio, su comune.zelbio.co.it. URL consultato il 10 maggio 2020.
18. ↑   Chiesa della Conversione di S. Paolo - complesso, Piazza Rimembranza - Zelbio (CO) – Architetture – Lombardia Beni Culturali, su lombardiabeniculturali.it. URL consultato il 9 maggio 2020.
19. 1 2 3  Borghese, p. 459.
20. ↑   Chiesa dell'Addolorata - complesso, Piazza Roma, 7 - Zelbio (CO) – Architetture – Lombardia Beni Culturali, su lombardiabeniculturali.it. URL consultato il 9 maggio 2020.
21. 1 2 3 4 5 6 7 8   Comune di Zelbio, su comune.zelbio.co.it. URL consultato il 9 maggio 2020.
22. 1 2   Comune di Zelbio, su comune.zelbio.co.it. URL consultato il 9 maggio 2020.
23. ↑  Statistiche I.Stat ISTAT  URL consultato in data 28-12-2012.
Nota bene: il dato del 2021 si riferisce al dato del censimento permanente al 31 dicembre di quell'anno. Fonte:  Popolazione residente per territorio - serie storica, su esploradati.censimentopopolazione.istat.it.
24. ↑   Azienda, su enervit.com. URL consultato il 21 maggio 2020 (archiviato dall'url originale il 20 settembre 2020).